# Das schlafwandelnde Land
Das schlafwandelnde Land (port. Originaltitel: Terra Sonâmbula) ist ein mosambikanisch-portugiesischer Film der brasilianischen Regisseurin Teresa Prata aus dem Jahr 2007.

## Handlung
In einem von Bürgerkrieg zerrissenen und traumatisierten Land findet der Junge Muidinga neben einer Leiche ein Tagebuch, in dem er die Geschichte einer Mutter liest, die auf einem Schiff eingesperrt ist und auf die Wiederkehr ihres Jungen wartet. Muidinga glaubt, er sei dieser Junge, und macht sich auf die Suche. Er wird begleitet von Tuahir, einem alten Mann, der sich seiner annimmt. Ihre Reise wird von Mangel an allem und von vielerlei Gefahren bedroht, und sie bedürfen ihrer gegenseitigen Hilfe und Tricks, um weder verrückt zu werden, noch aufzugeben.

## Rezeption
Der ruhige, nachdenkliche Film ist eine Verfilmung der gleichnamigen Erzählung des mosambikanischen Autors Mia Couto. Zwischen Realität und Traumwelt bewegen sich die Figuren im Spannungsfeld von latenter Gefahr und menschlicher Wärme, auf der Suche nach einer Zukunft inmitten der Hoffnungslosigkeit. Die Kritik nahm das Werk positiv auf.

„Die Geschichte eines traumatisierten Kindes als stimmungsvolle Metapher für ein von Gewalt und Grausamkeiten zerstörtes Land. Das bildgewaltige, mit Mitteln des magischen Realismus erzählte Regiedebüt bewahrt sich trotz des tragischen Themas einen warmherzigen, von Menschlichkeit geprägten Humor.“

Der Film lief auf einer Vielzahl unterschiedlichster Filmfestivals, darunter das World Film Festival von Montréal, das Festival do Rio de Janeiro,  das Fajr-Filmfestival im Iran, das Filmfestival Mannheim, das IndieLisboa oder das Filmfestival von Kerala, wo der Film den FIPRESCI-Preis gewann.